# Artie Lange's Beer League
Artie Lange's Beer League és una pel·lícula estatunidenca de Frank Sebastino estrenada el 2006.

## Argument
Artie DeVanzo és un aturat, mestre en l'art de la ganduleria. Un dia, es posa al capdavant de perfeccionar el joc del seu equip de softball per vèncer els campions locals.

## Repartiment
- Artie Lange: Artie DeVanzo
- Ralph Macchio: Maz
- Anthony DeSando: Dennis Mangeleni
- Cara Buono: Linda Salvo
- Laurie Metcalf: la mare d'Artie
- Seymour Cassel: Dirt
- Tina Fey: secretària del gimnàs

## Al voltant de la pel·lícula
- A Ione Skye se li va fer una prova per al paper de Linda, finalment interpretada per Cara Buono, coneguda per haver interpretat New York 911 i Els Soprano.